# Харченко Леонід Аполлонович
Харченко Леонід Аполлонович (* 1946)  - директор  Українського медичного центру інтенсивної терапії сепсису, доцент кафери  анестезіології та інтенсивної терапії, кандидат медичних наук, Заслужений  лікар України. 

## Життєпис
Харченко Леонід Аполлонович народився в 1946 році в селі Ведмеже Роменського району Сумської області. Отримав середню освіту у Ведмежівській середній  школі. У 1973 році закінчив лікувальний факультет Київського медичного інституту, навчався в інтернатурі за спеціальністю «Анестезіологія» на базі Київської обласної клінічної лікарні. Там же працював анестезіологом до 1986 року. У зв’язку з організацією Республіканського реанімаційного протисептичного центру за переводом працює в Клінічній лікарні №3 (на базі якого розмістився центр) спочатку лікарем-хірургом, а з 01.01.1988року завідувачем відділення екстракорпоральної детоксикації, керівником Республіканського реанімаційного протисептичного центру.   Л. А. Харченко продовжує працювати директором Українського медичного центру інтенсивної терапії сепсису, а також займає за сумісництвом посаду доцента кафедри анестезіології та інтенсивної терапії НМАПО імені П. Л. Шупика.

## Трудова і наукова   діяльність
З листопада 1986 переведений у клінічну лікарню № 3, де був організований Республіканський реанімаційний протисептичний центр. У 1988 році Леонід Аполлонович став завідувачем відділення екстракорпоральної детоксикації та керівником Республіканського реанімаційного протисептичного центру. У квітні 2004 року центр було реорганізовано в Український медичний центр інтенсивної терапії сепсису, і Л.А. Харченко призначений його директором.

## Досягнення
- У 1999 році за плідну роботу присвоєно почесне звання «Заслужений лікар України».
- У 2002 році захистив кандидатську дисертацію за спеціальністю «Анестезіологія».